# Cacophis
Genre
Cacophis est un genre de serpents de la famille des Elapidae.  

## Répartition
Les espèces de ce genre sont endémiques d'Australie. Elles se rencontrent au Queensland et en Nouvelle-Galles du Sud.

## Description
Ces serpents sont  ovipares.

## Liste des espèces
Selon The Reptile Database (9 août 2011) :
- Cacophis churchilli Wells & Wellington, 1985
- Cacophis harriettae Krefft, 1869
- Cacophis krefftii Günther, 1863
- Cacophis squamulosus (Duméril, Bibron & Duméril, 1854)

## Publication originale
- Günther, 1863 : Third account of new species of snakes in the collection of the British Museum. Annals and magazine of natural history, ser. 3, vol. 12, p. 348-365 (texte intégral).